# Sept (bande dessinée)
Pour les articles homonymes, voir Sept (homonymie) et 7 (nombre).
Sept est une série de bande dessinée dont les tomes, indépendants les uns des autres, sont réalisés par différentes équipes artistiques. La série est publiée par Delcourt dans la collection Conquistador en 21 albums sortis entre 2007 et 2017.

## Synopsis
Chaque histoire est un récit complet se déroulant à une époque et dans un genre qui varie d'un album à l'autre (historique, heroic fantasy, science-fiction…) ; leur seul point commun est le nombre de personnages : sept.

## Albums
Entre parenthèses, les chiffres de ventes librairies/grandes surfaces en France
- 1 Sept psychopathes, 2007
Scénario : Fabien Vehlmann - Dessin : Sean Phillips - Couleurs : Jean-Louis Hubert - (28 000+)
- 2 Sept voleurs, 2007
Scénario : David Chauvel - Dessin : Jérôme Lereculey - Couleurs : Christophe Araldi et Xavier Basset - (20 000+)
- 3 Sept pirates, 2007
Scénario : Pascal Bertho - Dessin et couleurs : Tim McBurnie - (18 000+)
- 4 Sept missionnaires, 2008
Scénario : Alain Ayroles - Dessin : Luigi Critone - Couleurs : Lorenzo Pieri - (20 000+)
- 5 Sept guerrières, 2008
Scénario : Michaël Le Galli - Dessin : Francis Manapul - Couleurs : Christelle Moulart - (16 000+)
- 6 Sept Yakuzas, 2008
Scénario : Jean-David Morvan - Dessin : Takahashi Hikaru - Couleurs : Wang Peng - (15 000+)
- 7 Sept prisonniers, 2009
Scénario : Mathieu Gabella - Dessin : Patrick Tandiang - Couleurs : Yves Lencot - (14 000+)
- 8 Sept survivants, 2011
Scénario : Luca Blengino - Dessin : Denys - Couleurs : Delf
- 9 Sept personnages, août 2011
Scénario : Fred Duval - Dessin et couleurs : Florent Calvez
- 10 Sept clones, octobre 2011
Scénario : Louis - Dessin : Stéphane De Caneva - Couleurs : Véra Daviet
- 11 Sept naufragés, janvier 2012
Scénario : Mel Andoryss - Dessin : Tony Semedo - Couleurs : Gaétan Georges
- 12 Sept dragons, mars 2012
Scénario : Nicolas Mitric - Dessin : Sylvain Guinebaud - Couleurs : Sébastien Gérard
- 13 Sept détectives, mai 2012
Scénario : Herick Hanna - Dessin : Eric Canete - Couleurs : Lou
- 14 Sept pistoleros, septembre 2012
Scénario : Bastien Ayala, David Chauvel - Dessin : Antonio Sarchione - Couleurs : Custom Art Studio
- 15 Sept nains, septembre 2015
Scénario : Wilfrid Lupano - Dessin : Roberto Ali - Couleurs : Lou
- 16 Sept frères, janvier 2016
Scénario : Didier Convard, Jean-Christophe Camus - Dessin : Hervé Boivin - Couleurs : Delf
- 17 Sept mages, avril 2016
Scénario : Serge Lehman - Dessin : Emmanuel Roudier - Couleurs : Simon Champelovier
- 18 Sept héros, août 2016
Scénario : Mathieu Salvia - Dessin : Philippe Briones - Couleurs : Romain Huet
- 19 Sept cannibales, octobre 2016
Scénario : Sylvain Runberg - Dessin : Tirso - Couleurs : Tomeu Morey
- 20 Sept athlètes, mai 2017
Scénario : Kris, Bertrand Galic - Dessin : David Morancho - Couleurs : Javi Montes
- 21 Sept macchabées, aout 2017
Scénario : Henri Meunier - Dessin : Étienne Le Roux - Couleurs : Thierry Leprévost